# مارسل اشملزر
مارسل اشملتسر (به آلمانی: Marcel Schmelzer) (زاده ۲۷ ژانویه ۱۹۸۸) بازیکن فوتبال اهل کشور آلمان است.
وی سابقه ۶ بازی ملی برای تیم ملی فوتبال آلمان در کارنامه دارد، همچنین پست تخصصی او مدافع است.